# Petress Zsuzsa
Petress Zsuzsa (Budapest, 1928. december 11. – Budapest, 2001. március 4.) Jászai Mari-díjas magyar színésznő, primadonna, érdemes és kiváló művész.

## Pályája

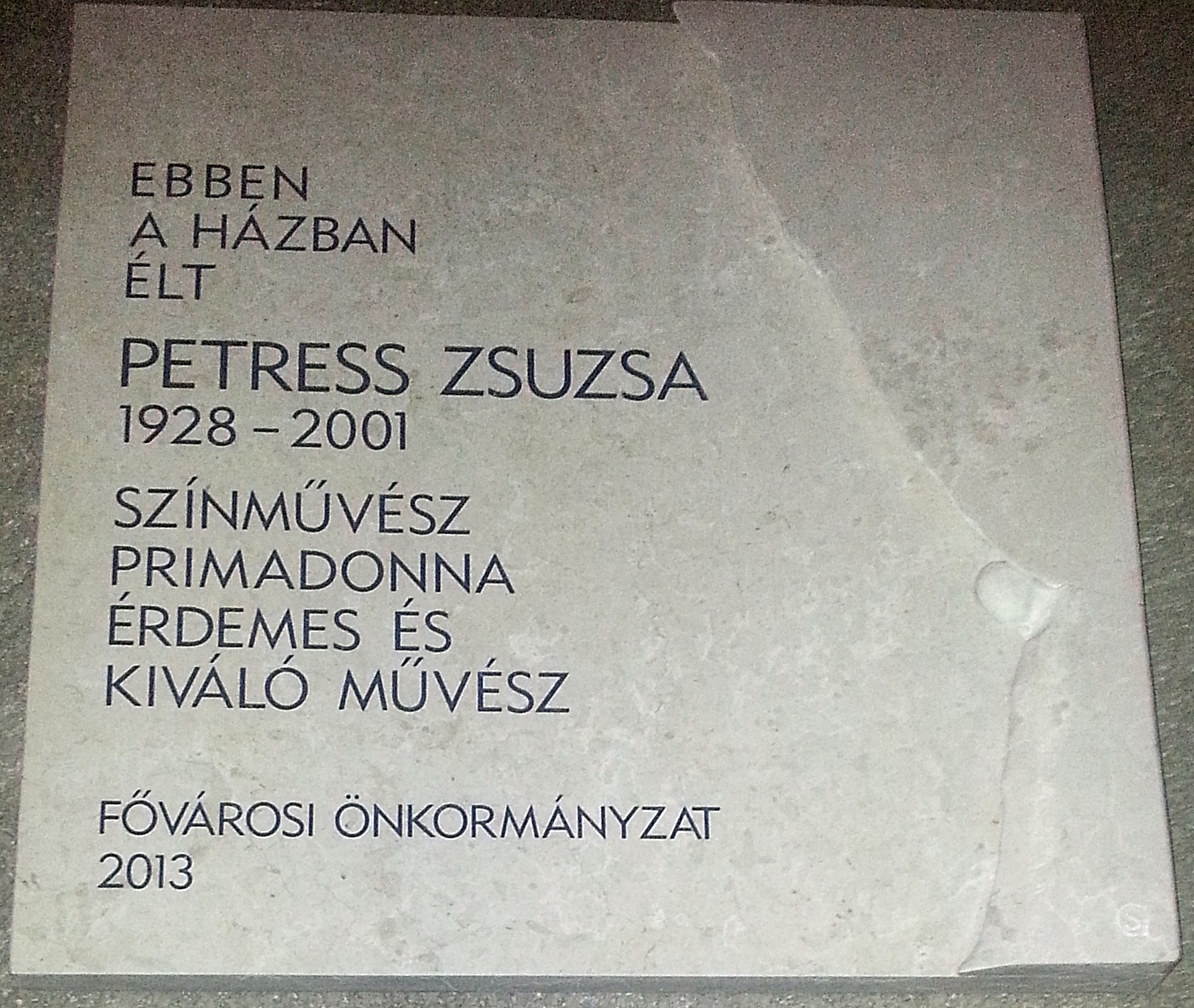
Emléktáblája:
XII. kerület Kiss János altábornagy utca 41.
Sztremenyi Géza alkotása

1949-ben végezte el a Színiakadémiát, a Fővárosi Operettszínház már utolsó éves korában szerződtette. 1966 és 1968 között több helyen is fellépett, így szerepelt Győrben, Kaposvárott és Miskolcon is. 1974-től az USA-ban élt, alig játszott Magyarországon.
Testvére Petress István, ismert rádióriporter volt.
Fia, Gyulai-Gál Szabolcs születése (1951) óta a XII. kerület lakója volt. A Ráth György és a Tóth Lőrinc utca után a Kiss János altábornagy utcában talált otthonra. Ez utóbbi helyen, 2013-ban avatták fel emléktábláját.

## Filmszerepei
- Állami Áruház (1953) – Ilonka
- Minden kezdet nehéz (1966)
- Békestratégia (1985)

## Főbb színházi szerepei
Elsősorban operettek primadonnaszerepeit és musicalszerepeket alakított, e szerepekben érezte magát igazán otthon. Több lemezt is készítettek vele, külföldön is sűrűn vendégszerepelt.
A Színházi adattárban regisztrált bemutatóinak száma: 47; ugyanitt huszonegy színházi felvételen is látható.
- Erzsi (Johann Strauss: Bécsi diákok)
- Pepita (Dunajevszkij: Szabad szél)
- Euridiké (Offenbach: Orfeusz az alvilágban)
- Ilonka (Kerekes János: Állami Áruház Minden hétnek hét a napja, a filmben nem hangzik el)
- Pompadour (Leo Fall)
- Glavári Hanna (Lehár Ferenc: A víg özvegy)
- Golde (Jerry Bock: Hegedűs a háztetőn)
- Sylvia, Cecilia (Kálmán Imre: Csárdáskirálynő)
- Angéla, Fleury (Lehár: Luxemburg grófja)
- Hargitay Judit (Háy Gyula-Huszka Jenő: Szabadság, szerelem) – 1955
- Fiametta (Franz von Suppé: Boccaccio – 1961. január 20.)

## Fővárosi Operettszínház
- Kemény Egon – Nóti Károly – Földes Imre – Halász Rudolf: „Fekete liliom” (1946) Romantikus nagyoperett 3 felvonásban. Bemutató: Fővárosi Operettszínház (ma: Budapesti Operettszínház) 1946. december 20. Főszereplők: Karády Katalin, Gombaszögi Ella, Fejes Teri, Somogyi Nusi, Latabár Kálmán, Nagy István, Gozmány György, Zentay Ferenc, id. Latabár Árpád, Pártos Gusztáv, Temessy Hédi, Zsolnay Hédi, Petress Zsuzsa – Judita. Rendező: Tihanyi Vilmos. Karnagy: Endre Emil. Díszlet: Bercsényi Tibor. Karády Katalin, Fejes Teri, Gombaszögi Ella ruhái a Szitanágay-szalonban készültek. Revükoreográfia: Rudas-fivérek.
- Kemény Egon – Tabi László – Erdődy János: „Valahol Délen” (1956) Nagyoperett 3 felvonásban. Bemutató: Fővárosi Operettszínház (ma: Budapesti Operettszínház) 1956. március 30. Főszereplők: Petress Zsuzsa, Mezey Mária, Sennyei Vera, Gaál Éva, Borvető János, Homm Pál, Rátonyi Róbert, Peti Sándor. Rendező: Dr. Székely György. Karmester: Bródy Tamás. Díszlet: Fülöp Zoltán Kossuth-díjas. Jelmez: Márk Tivadar Kossuth-díjas

## Magyar Rádió
- Kemény Egon – Ignácz Rózsa – Soós László – Ambrózy Ágoston: „Hatvani diákjai” (1955) Rádiódaljáték 2 részben. Szereplők: Hatvani professzor – Bessenyei Ferenc, Kerekes Máté – Simándy József, női főszerepben: Fodorító Amálka – Petress Zsuzsa, további szereplők: Mezey Mária, Tompa Sándor, Sinkovits Imre, Zenthe Ferenc, Bende Zsolt, Horváth Tivadar, Kovács Károly, Hadics László, Gózon Gyula, Csákányi László, Dénes György és mások. Zenei rendező: Ruitner Sándor. Rendező: Molnár Mihály és Szécsi Ferenc. A Magyar Rádió (64 tagú) Szimfonikus Zenekarát Lehel György vezényelte, közreműködött a Földényi-kórus 40 tagú férfikara.
- Kemény Egon – Erdődy János: „Krisztina kisasszony” (1959) Rádióoperett 2 részben. Főszereplő: Krisztina kisasszony: Petress Zsuzsa. Szereplők: Kövecses Béla, Bitskey Tibor, Gyenes Magda, Bilicsi Tivadar, Rátonyi Róbert, Ungvári László, Gonda György, Somogyi Nusi, Dajbukát Ilona, Pethes Sándor és mások. Zenei rendező: Ruitner Sándor. Rendező: Cserés Miklós dr. A Magyar Rádió Szimfonikus Zenekarát Lehel György vezényelte, közreműködött a Földényi-kórus.
- Kemény Egon – Romhányi József: „Az elrabolt asszony” rádiójáték (57 perc), Bemutató: 1949. január 16. Vidám zenés játék Boccaccio novellájából írta Bihari Klára. Zenéjét Romhányi József verseire Kemény Egon szerezte. Szereplők: Riccardo – Mányai Lajos, Bartolomea, a felesége – Komlós Juci, Paganino de Mare, a kalóz- Gábor Miklós, Bianca – Petress Zsuzsa. Zenei rendező: Járfás Tamás  Rendező: Rácz György.
- Kemény Egon – Dalos László: „Kinyílott a pitypang” 1952, amelyet először Petress Zsuzsa énekelt a Magyar Rádió felvételén, majd Andor Ilona Gyermekkarával is rádió- és lemezfelvétel készült.

## Filmzene
- Állami Áruház, közreműködött az "Egy dunaparti csónakházban", a "Mennyi szépség van a szerelemben" és az "Egy boldog nyár Budapesten" című dalokban – 1953

## Diszkográfia
- Kemény Egon – Ignácz Rózsa – Soós László – Ambrózy Ágoston: Hatvani diákjai daljáték, CD dupla-album. Breaston & Lynch Média, 2019.

## Díjai, elismerései
- Jászai Mari-díj (1954)
- Érdemes művész (1974)
- Kiváló művész (1986)